# Máy xây dựng

## Công dụng
Việc cơ giới hóa và tự động hóa trong xây dựng là một khâu không thể thiếu được trong quá trình sản xuất. Nó quyết định việc tăng năng xuất lao động, hạ giá thành sản phẩm, giảm nhẹ sức lao động chân tay và trí óc cho người lao động. Đồng thời góp phần rất quan trọng vào việc rút ngắn thời gian thi công, nhanh chóng đưa công trình vào khai thác sử dụng, nâng cao hiệu quả kinh tế, chất lượng và tính thẩm mỹ đẩy mạnh tốc độ tăng trưởng của nền kinh tế quốc dân.
Để thực hiện các công trình xây dựng, không thể thiếu được các máy xây dựng. Trên thế giới đã chế tạo được những thiết bị chuyên dùng trong xây dựng các công trình như: xây dựng nhà cao tầng, nhà công nghiệp, dân dụng, xây dựng cầu đường, xây dựng các nhà máy thủy điện… Các thiết bị xây dựng ngày càng được hiện đại hóa.
Tại Việt Nam, nền kinh tế nước ta đang trong giai đoạn phát triển mạnh. Các nhu cầu xây dựng như: xây dựng các khu nhà công nghiệp, các khu nhà dân dụng, trường học, các cầu cống, đường giao thông, các bến cảng, các công trình thủy điện, xây dựng các công trình ngầm… đang diễn ra sôi động trên địa bàn cả nước. Nhu cầu về xây dựng đang đòi hỏi và cần rất nhiều loại máy xây dựng có năng suất và tính năng kỹ thuật cao.

## Phân loại
Máy xây dựng có nhiều chủng loại và đa dạng, để tiện cho việc nghiên cứu ứng dụng, có thể phân
loại máy xây dựng theo công dụng, nguồn động lực, phương pháp điều khiển hoặc hệ thống di
chuyển.
1. Dựa vào công dụng, máy xây dựng được chia thành các nhóm như sau:
- Máy phát lực: để cung cấp động lực cho máy khác làm việc như máy phát điện, máy nén khí,...
- Máy vận chuyển ngang: vận chuyển theo phương ngang như các phương tiện vận chuyển bằng
đường bộ, đường sắt, đường thủy, đường không.
- Máy vận chuyển liên tục: vận chuyển vật liệu, hàng hoá thành dòng liên tục: băng tải, vít tải,...
- Máy nâng chuyển: vận chuyển theo phương thẳng đứng: kích, tời, palăng, cần trục, cầu trục,...
- Máy làm đất: phục vụ các khâu thi công đất: máy ủi, máy xúc, máy đầm,...
- Máy làm đá: máy nghiền, máy sàng, máy rửa cát đá,...
- Máy phục vụ công tác bê tông: máy trộn, máy đầm, máy bơm bê tông,..
- Máy gia công sắt thép: máy hàn, máy cắt thép, máy nắn thẳng cốt thép, máy uốn cong cốt thép,...
- Máy gia cố nền móng: máy đóng cọc, máy ép cọc, máy khoan cọc nhồi, máy cắm bấc thấm.
- Máy chuyên dùng cho từng ngành: máy đào kênh mương, máy rãi bêtông nhựa, máy phay mặt
đường nhựa, máy lao lắp dầm cầu,...
2. Dựa vào nguồn động lực:
- Máy dẫn động bằng động cơ đốt trong
- Máy dẫn động bằng động cơ điện
- Máy dẫn động bằng động cơ thủy lực
3. Dựa vào hệ thống di chuyển:
- Máy di chuyển bằng bánh lốp
- Máy di chuyển bằng bánh xích
- Máy di chuyển bằng bánh sắt lăn trên ray
- Máy di chuyển trên phao
- Máy di chuyển bằng cơ cấu tự bước
4. Dựa vào phương pháp điều khiển
- Máy điều khiển bằng cơ khí
- Máy điều khiển bằng thủy lực
- Máy điều khiển bằng điện
- Máy điều khiển bằng khí nén

## Cấu tạo
Một máy xây dựng có các bộ phận:
- Thiết bị động lực:Thiết bị động lực của máy xây dựng thường là động cơ đốt trong và động cơ điện
- Hệ thống điều khiển
- Hệ thống truyền lục
- Hệ thống di chuyển của máy xây dựng
- Cơ cấu công tắc
- Cơ cấu quay
- Khung và vỏ may (kết cấu thép)
- Thiet bị phụ nhu: thiết bị an toàn, chiêu sáng, tín hiệu...